# 陈英杰
陈英杰（？—），中国河南省南阳市人民政府副市长，主要负责生态环保、市场监管、文化旅游方面工作。

## 人物简介
河南省南阳市政府党组成员、副市长，分管市生态环境局、市市场监督管理局、市文化广电和旅游局、市政府侨务办公室、市政府港澳事务办公室、南阳广播电视台、鸭河工区、官庄工区。联系市总工会、市委外事工作委员会办公室（市政府外事办公室）、市委台湾工作办公室（市政府台湾事务办公室）、市台联、市侨联、共青团南阳市委、市妇联、市文联，民革南阳市委会。

## 出席活动
2021年4月，陈英杰出席南阳市举行第十七届玉雕文化节“推动玉文化产业向文旅转型建设全域旅游示范县”主题研讨会；
2021年4月，陈英杰参加南阳市落实省2011-2020年妇女发展规划和儿童发展规划情况调研；